# Lijst van personages uit Red Dead Redemption 2
Hier volgt een lijst van de voornaamste personages uit Red Dead Redemption 2.

## Van der Linde-bende

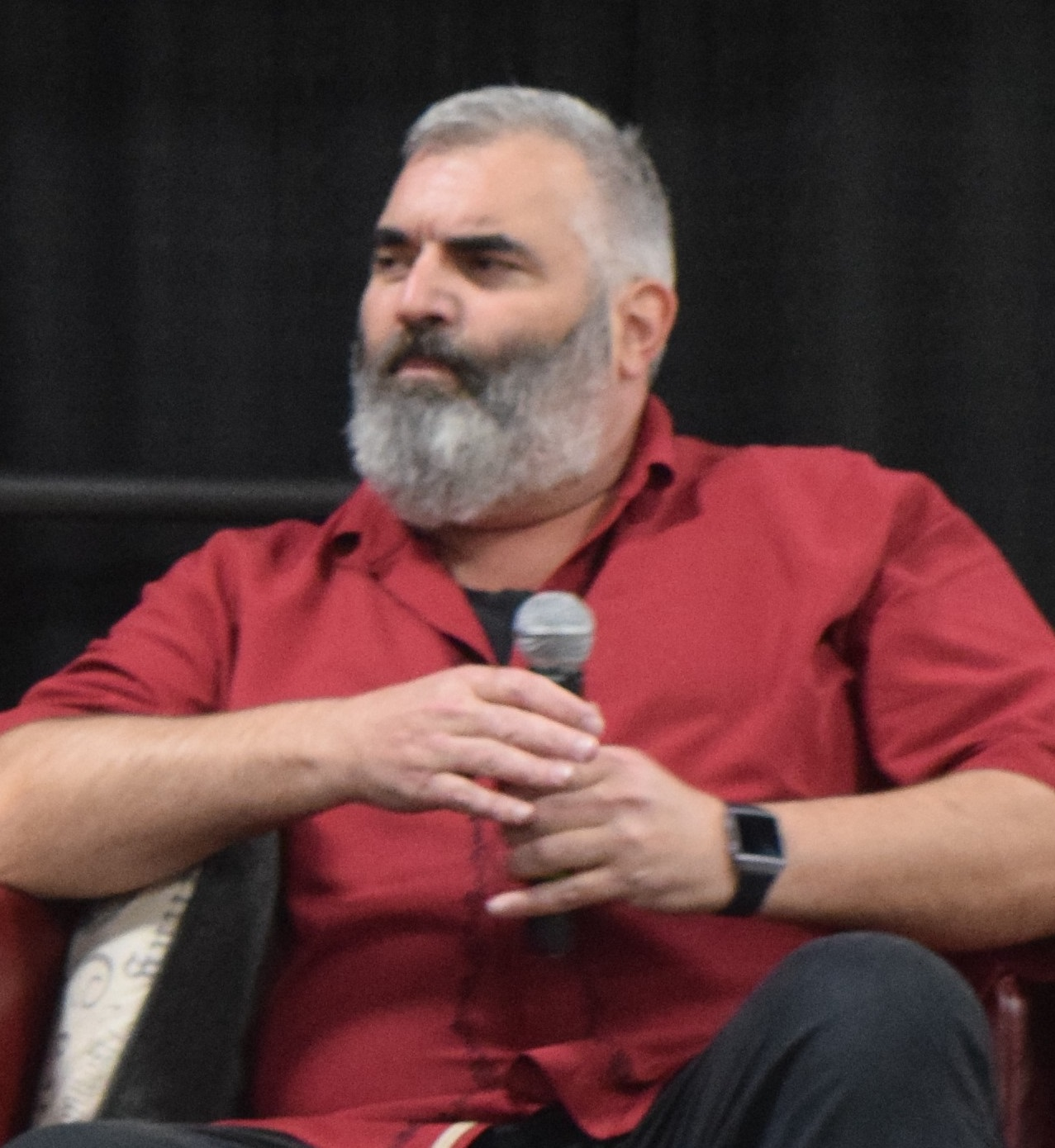
Benjamin Byron Davis (Dutch van der Linde)

### Dutch van der Linde
Dutch van der Linde (Benjamin Byron Davis) is de leider van de gelijknamige Van der Linde-bende. Dutch' doel is om terug te vechten tegen het corrupte machtssysteem, en hij is van mening dat voldoende geweld uiteindelijk de maatschappelijke vooruitzichten zal veranderen. Tijdens de begindagen van de bende nam Dutch straatkinderen en wezen op, leerde hen lezen en vertelde hen over het belang van onafhankelijk denken en eigenwaarde, terwijl ze klusjes voor hem opknapten. In 1899, kort voor de gebeurtenissen van Red Dead Redemption 2, doodt Dutch een onschuldige vrouw tijdens een mislukte overval op een veerboot in Blackwater die georganiseerd werd door Micah Bell, waardoor de bende de bergen moet invluchten tijdens een sneeuwstorm. Met de bende orkestreert Dutch een overval op een trein van de oliemagnaat Leviticus Cornwall. Zodra de sneeuwstorm voorbij is getrokken en de bende hun kamp heeft opgezet bij Horseshoe Overlook, wordt Dutch geconfronteerd met Cornwall, wiens huurlingen de bende overvallen en dwingen te verhuizen naar Clemens Point.
Dutch raakt bevriend met Leigh Gray, de sheriff van Rhodes, en wordt benoemd tot een van zijn deputies. Ondertussen raakt de bende bevriend met de familie Braithwaite, de rivalen van de familie Gray. De twee families ontdekken al snel het verraad en de Braithwaites ontvoeren Jack Marston, de vierjarige zoon van bendeleden John Marston en Abigail Roberts. Dutch beveelt een aanval op het landgoed van de Braithwaites, waarbij het gebouw in brand wordt gestoken en de familie afgeslacht. De bende verhuist naar Shady Belle en haalt Jack op bij zakenman Angelo Bronte, die Dutch een tip geeft die leidt tot een hinderlaag. Dutch doodt Bronte voor zijn verraad. Nadat een mislukte bankoverval hen uit de stad verdrijft, lijden Dutch en verschillende bendeleden schipbreuk op Guarma, een eiland in de buurt van Cuba. Dutch geraakt bevriend met de revolutionair Hercule Fontaine, en helpt hem met zijn revolutie in ruil voor een schip terug naar het vasteland.
Herenigd met de rest van de bende, begint Dutch' paranoia te groeien en hij weigert om John te redden uit de gevangenis. Wanneer Arthur Morgan en Sadie Adler John bevrijden, wordt Dutch furieus. Later confronteert en doodt hij Cornwall, woont hij de ophanging van zijn rivaal Colm O'Driscoll bij en helpt hij een groep indianen vechten tegen het leger om de aandacht van de regering op de bende af te leiden. Nadat het grootste deel van de bende vertrekt, orkestreert Dutch een treinoverval die legerbetalingen vervoert. Tijdens de overval laat hij John voor dood achter en wordt Abigail gevangen genomen door het Pinkerton National Detective Agency. Later wordt Dutch geconfronteerd door Arthur, die Micah van verraad beschuldigt. Dutch keert zich tegen Arthur en de teruggekeerde John. Dutch komt tussen in een gevecht tussen Arthur en Micah, en Arthur overtuigt hem er van om Micah achter te laten en te vertrekken. In 1907 ontmoet Dutch Micah voordat John en Sadie de nieuwe bende van Micah aanvallen. Tijdens een impasse schiet Dutch Micah neer en laat John hem afmaken voor hij vertrekt. Tijdens de gebeurtenissen in Red Dead Redemption in 1911 spoort John Dutch op, die zelfmoord pleegt door zich van een klif te laten vallen.

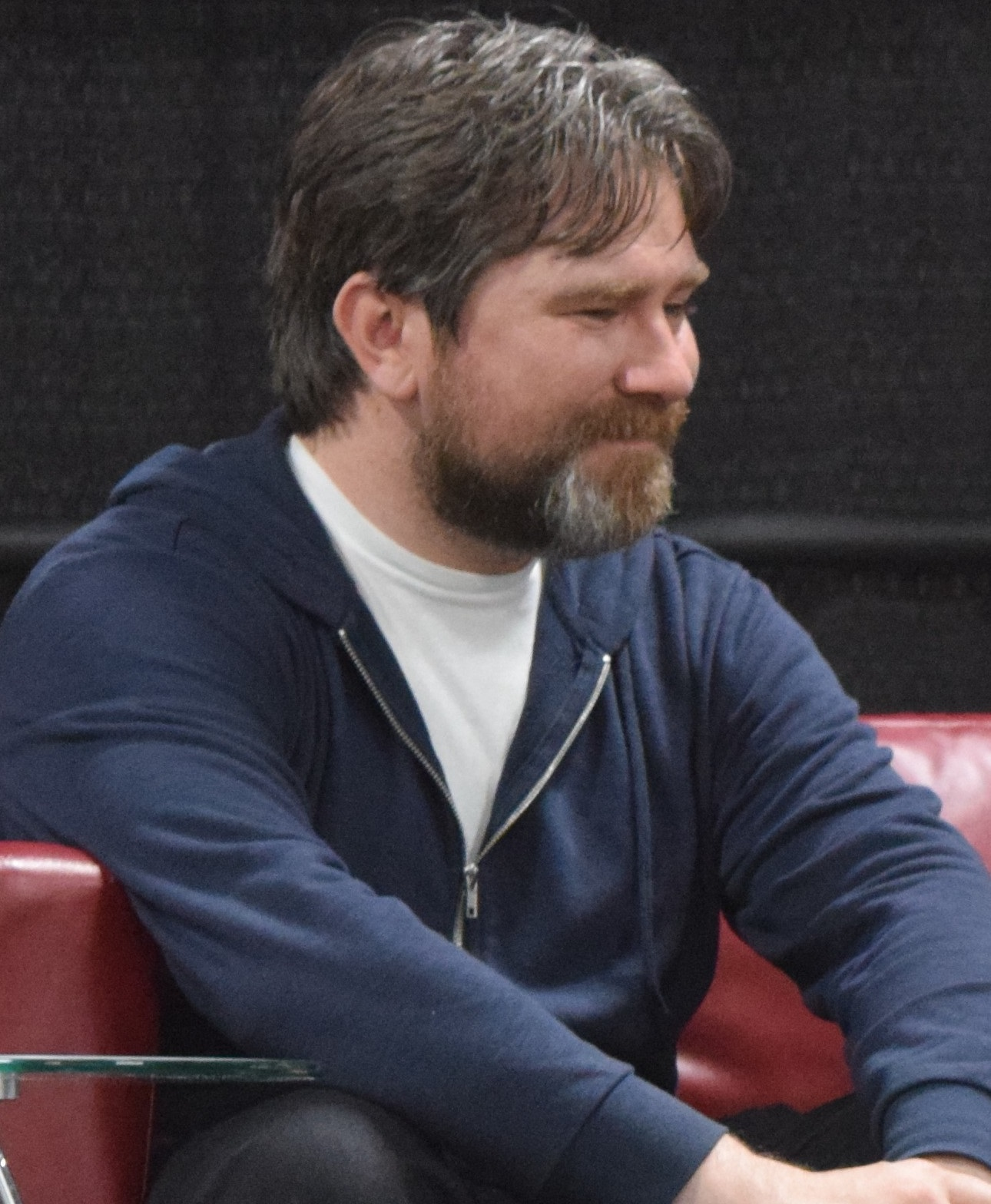
Roger Clark (Arthur Morgan)

### Arthur Morgan
Arthur Morgan (Roger Clark) is de hoofdrolspeler en het belangrijkste speelbare personage. Hij werd lid van de Van der Linde-bende toen hij 14 jaar oud was. Hij verloor zijn ouders op jonge leeftijd en werd al snel de beschermeling van Dutch. Arthur had een zoon, Isaac, met een serveerster genaamd Eliza. Ze werden gedood door overvallers voor een kleine som geld. Na verloop van tijd veranderde Arthur van een verloren zaak tot Dutch's meest toegewijde handhaver. Wanneer de bende in een sneeuwstorm wordt gedwongen, helpt Arthur met het vinden van benodigdheden en spoort hij de vermiste John op. Hij helpt om de trein van Leviticus Cornwall te beroven en vecht na de verhuizing naar Horseshoe Overlook tegen de huurlingen van Cornwall. Na de verhuizing naar Clemens Point raakt Arthur betrokken bij een conflict tussen de families Gray en Braithwaite. Het conflict leidt tot de dood van Sean Macguire en de ontvoering van Jack Marston.
Arthur haalt Jack terug vanonder het toezicht van de zakenman Angelo Bronte en helpt de bende wraak te nemen op Bronte, die hen in de val had gelokt. Arthur merkt de toenemende woede-uitbarstingen van Dutch op als niet kenmerkend voor het karakter van Dutch. Verdere exploitaties leidt de bende naar Saint Denis, waar een mislukte bankoverval sommige bendeleden de stad uit dwingt. De bendeleden lijden schipbreuk op Guarma, maar vechten samen met de revolutionair Hercule Fontaine in ruil voor een schip terug naar het vasteland. Herenigd met de rest van de bende, besluiten Arthur en Sadie om de gevangengenomen John te redden, tot frustratie van Dutch. Na John te hebben gered uit Arthur zijn twijfels over Dutch, niet in staat om de groeiende obsessie van zijn leider te accepteren. Later krijgt Arthur de diagnose dat hij aan tuberculose lijdt. Geschokt door de realiteit van zijn nakende dood, overweegt Arthur zijn beslissingen en denkt na over zijn moraliteit, verder geleid door zijn vriendschap met het Indiaanse stamhoofd Rains Fall. Dit drijft hem tot het beschermen van de overblijfselen van de bende, met name John en zijn gezin. Daardoor verliest Dutch zijn vertrouwen in Arthur en helpt hem niet tijdens zijn gevecht met Micah.
Wanneer Dutch het pleidooi van Arthur om Abigail te redden van agent Milton negeert, gaat Arthur tegen hem in. Bij de confrontatie met Milton ontdekt Arthur dat Micah Bell de bende heeft verraden. Hij informeert Dutch over het verraad, maar Dutch keert zich tegen hem en John. Wanneer Pinkertons het kamp binnenvallen, vluchten Arthur en John. Arthur smeekt John om terug te keren naar zijn gezin. Arthur wordt in de val gelokt door een op wraak beluste Micah, en Dutch komt tussenbeide in hun gevecht. Arthur overtuigt Dutch om Micah achter te laten en te vertrekken.
Als de speler een hoog eergehalte heeft, bezwijkt Arthur aan zijn verwondingen en ziekte en sterft hij vredig terwijl hij naar de zonsopgang kijkt. Als de speler een laag eergehalte heeft, wordt Arthur geëxecuteerd door Micah.

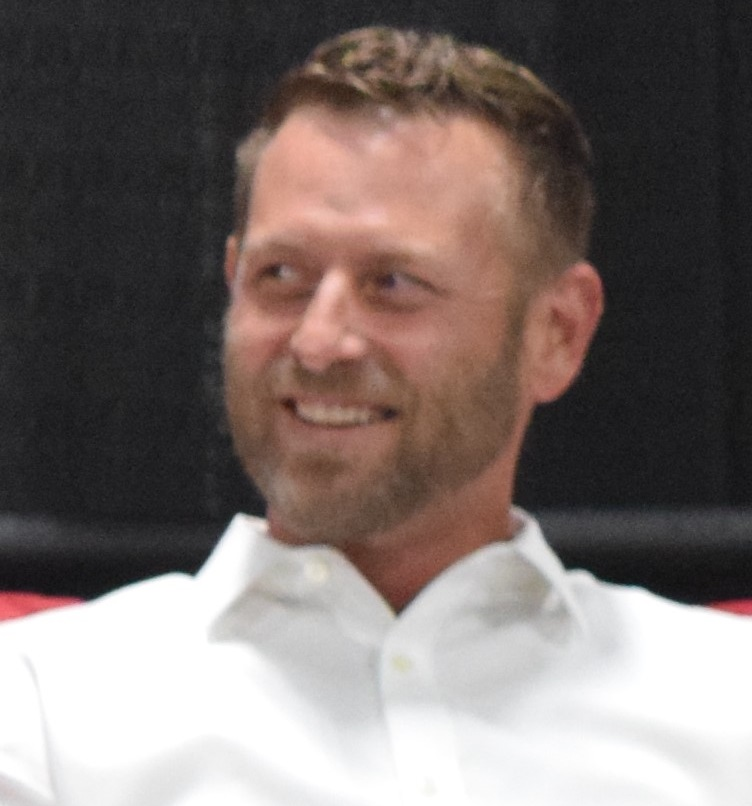
Rob Wiethoff (John Marston)

### John Marston
John Marston (Rob Wiethoff) is de secundaire hoofdrolspeler en bespeelbaar personage. John's moeder, een prostituee, stierf tijdens de bevalling. Zijn vader, die blind werd na een gevecht in een bar, stierf toen John 8 jaar oud was. John bracht een paar jaar door in een weeshuis voordat hij wegliep. Toen John op 12-jarige leeftijd dreigde te worden gelyncht na te zijn betrapt op diefstal, werd hij gered door Dutch die hem opnam in zijn bende en hem opvoedde. Toen Abigail Roberts zich bij de bende voegde, werden zij en John verliefd en kregen ze een zoon, Jack. Voor de gebeurtenissen in het spel is John betrokken bij de mislukte veerbootoverval in Blackwater. Wanneer de bende een schuilplaats zoekt in de bergen rijdt John vooruit op verkenning, maar verdwaalt in de sneeuwstorm en wordt aangevallen door wolven. Hij wordt later gered door Arthur Morgan en Javier Escuella.
Nadat John is hersteld, voegt hij zich terug bij de bende en is aanwezig bij de overval op de trein van Leviticus Cornwall. Nadat Jack wordt ontvoerd, neemt John deel aan de aanval op het landhuis van de familie Braithwaite en is hij aanwezig bij zijn terugkeer. Tijdens de mislukte bankoverval in Saint Denis wordt John gevangen genomen en opgesloten. Arthur en Sadie bevrijden hem, tot frustratie van Dutch. Arthur wordt moe van Dutch' houding en beschermt John's gezin, en waarschuwt John om de bende te verlaten wanneer de tijd rijp is. John wordt later voor dood achtergelaten door Dutch tijdens een treinoverval, maar keert terug in het kamp wanneer Arthur de confrontatie aangaat met Dutch en Micah. Wanneer Pinkertons het kamp binnenvallen, vluchten Arthur en John. John keert terug naar zijn gezin op aandringen van Arthur, die sterft na hem te hebben beschermd.
Acht jaar later, in 1907, vindt John eerlijk werk samen met Abigail. Wanneer John terugvecht tegen boeven die zijn werkgever bedreigen, vertrekt Abigail samen met Jack. John probeert haar terug te krijgen door genoeg geld te verdienen zodat hij een woning kan kopen in Beecher's Hope. Hij bouwt een ranch met de hulp van Uncle en Charles Smith, terwijl Sadie banen voor hem regelt om zijn leningen af te lossen. Nadat Abigail terugkeert, vraagt John haar ten huwelijk. Samen met Sadie en Charles valt John de nieuwe bende van Micah aan, waar ze ook Dutch terugvinden. Tijdens een impasse schiet Dutch Micah neer en laat John hem afmaken voor hij vertrekt. John en Abigail trouwen later op de ranch.
Tijdens de gebeurtenissen in Red Dead Redemption in 1911 spoort John Dutch, Bill en Javier op, voordat hij wordt vermoord.

### Abigail Roberts
Abigail Roberts (Cali Elizabeth Moore) is de vrouw van John Marston en de moeder van Jack. Abigail is een weeskind en verdiende later haar geld als prostituee. Ze werd rond 1894 voorgesteld aan de bende door Uncle en werd kort daarna zwanger van Jack. Abigail houdt enorm veel van John en Jack. In het begin van het spel vraagt ze Arthur om de vermiste John te zoeken, en wanneer Jack is ontvoerd door de familie Braithwaite is ze zichtbaar radeloos tot de terugkeer van haar zoon. Ze pleegt vaak misdaden samen met de bende, waaronder het afleiden van bewakers tijdens de bankoverval in Saint Denis of het stelen van Hosea's lichaam bij de politie na diens dood. Ze probeert zich ook bij Arthur en Sadie te voegen wanneer ze John uit de gevangenis gaan bevrijden, maar die weigeren. Abigail wordt later uit het kamp ontvoerd door agent Milton. Arthur en Sadie proberen haar te redden, maar Sadie wordt gevangen genomen en Arthur onder schot gehouden door Milton. Abigail weet zich te bevrijden en Milton neer te schieten. Na te zijn ontsnapt, geeft Abigail Arthur de sleutel tot het geld van de bende. Ze had de sleutel gevonden in het kamp toen Arthur vertrok om Jack op te halen.
Acht jaar later, in 1907, vindt Abigail eerlijk werk samen met John. Wanneer John terugvecht tegen boeven die zijn werkgever bedreigen, gelooft Abigail dat John zijn oude gewoontes niet kan opgeven en vertrekt ze samen met Jack. Ze keert terug nadat John een lening heeft afgesloten en een ranch heeft gekocht, maar is boos op hem omdat hij samen met Sadie als premiejager is blijven werken. John vraagt haar ten huwelijk en nadat John Micah heeft vermoord en het geld van de bende heeft gevonden, trouwen ze. Ze beginnen hun nieuwe leven op de ranch samen met Jack en Uncle.
Vier jaar later, tijdens de gebeurtenissen in Red Dead Redemption in 1911, worden Abigail en Jack gegijzeld door het Bureau of Investigation, zodat John in hun opdracht op zoek moet gaan naar zijn vroegere kameraden. Ze worden vrijgelaten nadat John zijn taak heeft voltooid. Abigail sterft uiteindelijk in 1914.

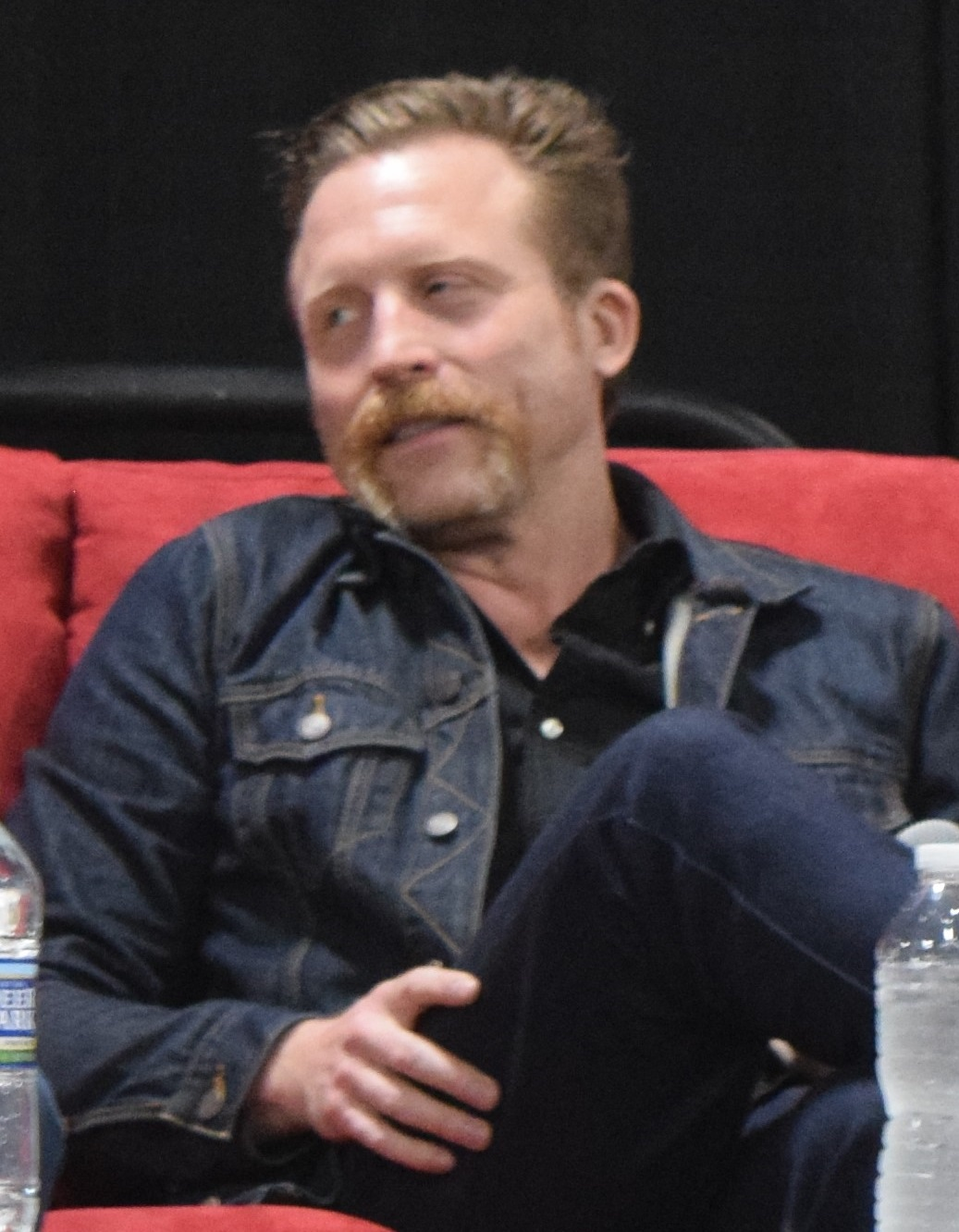
Peter Blomquist (Micah Bell)

### Micah Bell
Micah Bell III (Peter Blomquist) is een schutter en huurmoordenaar van de bende. Zowel de vader als de grootvader van Micah, ook Micah Bell genoemd, waren criminelen: zijn vader werd ooit gezocht voor moord in vijf staten. Micah sloot zich ongeveer 5 maanden voor de gebeurtenissen in het spel aan bij de bende nadat hij het leven van Dutch had gered tijdens een mislukte deal. Micah overtuigde Dutch ervan om een veerboot in Blackwater te beroven, wat mislukte en de bende dwong te vluchten naar Colter, een verlaten mijnstadje in de besneeuwde bergen van Ambarino. Daar sluit hij zich bij de bende aan bij verschillende opdrachten, waaronder een aanval op het O'Driscoll-kamp in Ewing Basin en de overval op de trein van Cornwall. In Strawberry wordt Micah gearresteerd wanneer hij vooruit wordt gestuurd om het gebied te verkennen, waardoor Arthur gedwongen wordt hem uit de lokale gevangenis te bevrijden. Micah blijft korte tijd uit de buurt van de bende totdat hij, met de hulp van Arthur, een postkoets berooft en vindt dat hij zijn fouten heeft hersteld. Micah is ook aanwezig tijdens de ontmoeting tussen Dutch en Colm O'Driscoll in een poging om vrede te sluiten, de dood van Sean Macguire in Rhodes en de mislukte bankoverval in Saint Denis, waarna hij met enkele andere bendeleden schipbreuk lijdt op het eiland Guarma.
Na hun terugkeer begint Micah een steeds sterkere invloed uit te oefenen op Dutch, en overtuigt hem om de confrontatie met Cornwall aan te gaan en de Bacchusbrug op te blazen om de regering af te leiden. Hij organiseert een treinoverval, waarbij John wordt neergeschoten en voor dood achtergelaten. Ondertussen wordt Abigail ontvoerd uit het kamp door Pinkertons. Micah overtuigt Dutch om Arthur's pleidooi om Abigail te redden te negeren. Na haar te hebben gered van agent Milton, keert Arthur terug naar het kamp om Dutch te informeren dat Micah de bende heeft verraden. Dutch kiest partij voor Micah en keert zich tegen Arthur en de teruggekeerde John. Wanneer Pinkertons het kamp binnenvallen, valt de bende uit elkaar. Micah lokt Arthur in de val, en Dutch komt tussenbeide in hun gevecht. Arthur overtuigt Dutch om Micah achter te laten en te vertrekken. Als de speler een laag eergehalte heeft, wordt Arthur geëxecuteerd door Micah.
Acht jaar later, in 1907, heeft Micah een eigen bende gevormd. John, Sadie en Charles sporen hem later op in zijn kamp. Tijdens een impasse schiet Dutch Micah neer en laat John hem afmaken voor hij vertrekt.

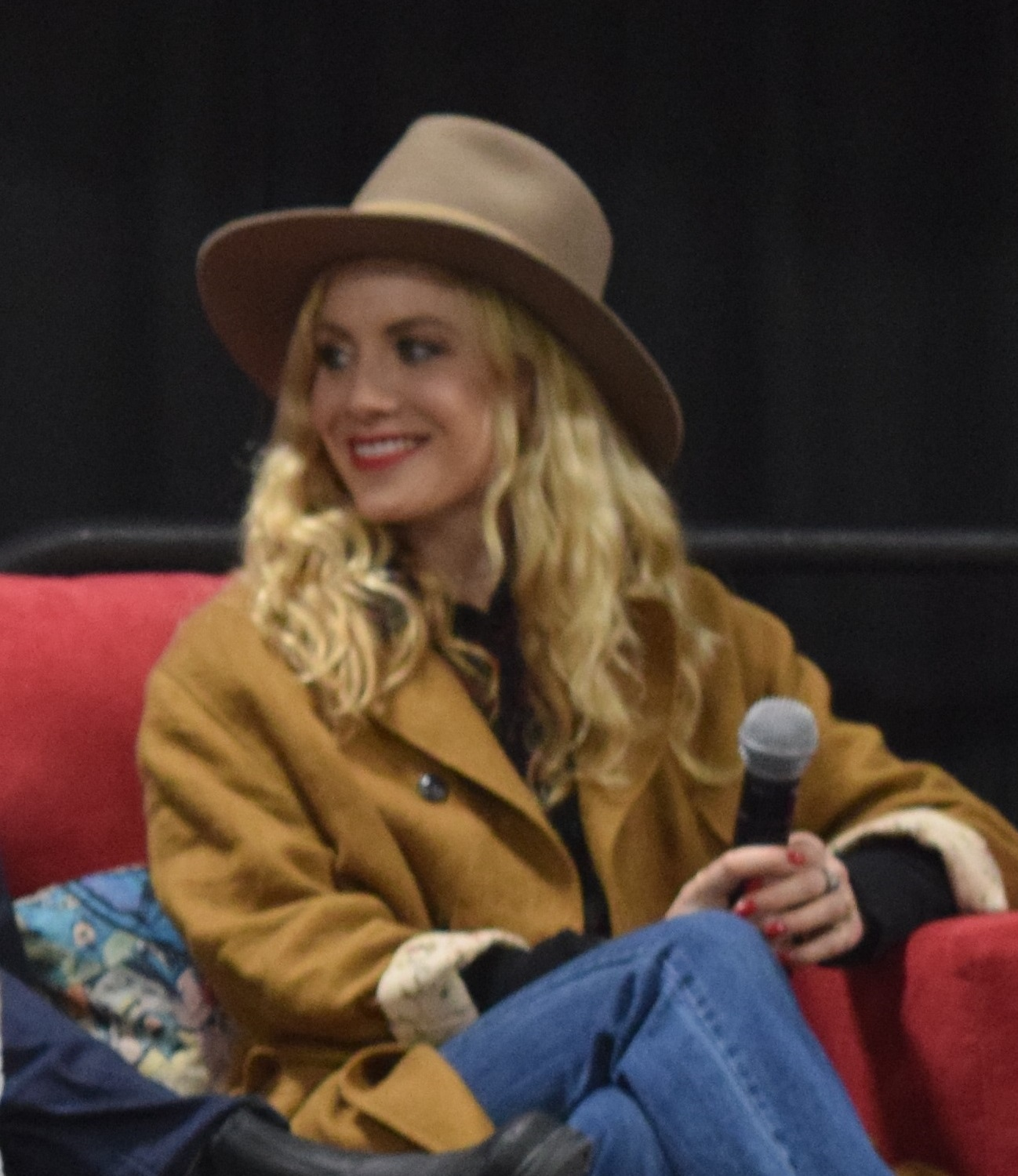
Alex McKenna (Sadie Adler)

### Sadie Adler
Sadie Adler (Alex McKenna) is een schutter en premiejaagster. Ze groeide op in de bergen, waar ze leerde paardrijden, schieten en jagen. Op hun boerderij verdeelden zij en haar man Jake het werk totdat Jake in hun huis werd vermoord door de O'Driscolls, waar zij zich verstopte. In het begin van het spel doden Arthur, Dutch en Micah de O'Driscolls en redden ze Sadie, waarbij Micah onbedoeld haar huis in brand steekt. Ze besluit bij de bende te blijven en wraak te nemen op de O'Driscolls. Enige tijd later, wanneer de bende zich heeft gevestigd in Clemens Point, raakt Sadie ontevreden over haar taken om alleen maar het eten te bereiden zoals de andere vrouwen in het kamp. Arthur neemt haar mee naar Rhodes om boodschappen te doen, maar bij hun terugkeer worden ze aangevallen, waardoor ze hun overvallers moeten bevechten. Later probeert ze betrokken te zijn bij de overvallen die de bende wil plegen. Wanneer de O'Driscolls hun kamp in Shady Belle aanvallen, weigert Sadie het bevel van Arthur om zich in veiligheid te brengen en helpt de bende om de O'Driscolls te doden.
Wanneer een deel van de bende vastzit op Guarma, verenigen Sadie en Charles de rest van de bende. Na de terugkeer van de bendeleden besluiten Sadie en Arthur om de gevangen John te redden, tot frustratie van Dutch. Sadie is aanwezig bij de ophanging van Colm O'Driscoll in Saint Denis, wat leidt tot een vuurgevecht met de andere O'Driscolls. Enige tijd later kunnen zij en Arthur de O'Driscoll-bende beëindigen door hun verblijfplaats Hanging Dog Ranch aan te vallen, waar Sadie eindelijk wraak eist op de man die Jake heeft vermoord. Ze is aanwezig tijdens de strijd tegen het leger in de raffinaderij van Cornwall en neemt deel aan de laatste treinoverval van de bende. Wanneer Abigail gevangen wordt genomen door Pinkertons vergezelt ze Arthur bij haar redding. Wanneer Arthur vertrekt om de confrontatie met Dutch en Micah aan te gaan neemt Sadie Abigail mee om Jack en Tilly te ontmoeten.
Acht jaar later, in 1907, is Sadie een succesvolle premiejaagster geworden die John voor een aantal zaken in dienst neemt. Ze spoort Micah's nieuwe bende op en valt hen aan samen met John en Charles, maar ze wordt in de buik geschoten. Ze helpt John door Micah af te leiden, maar deze houdt haar onder schot. Nadat Dutch Micah neerschiet, maakt John hem af. Sadie is aanwezig bij het huwelijk van John en Abigail voordat ze vertrekt.

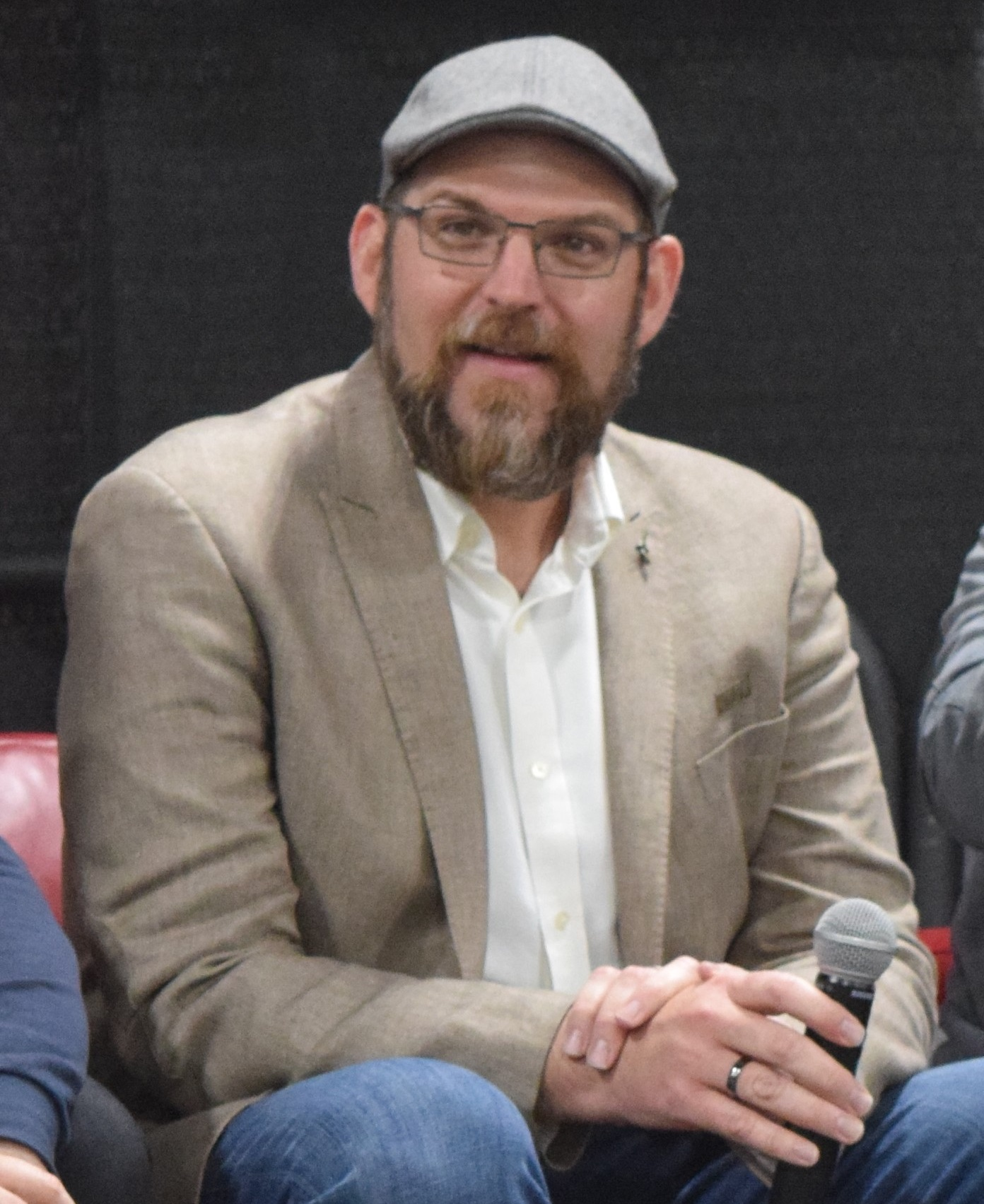
Steve J. Palmer (Bill Williamson)

### Bill Williamson
Bill Williamson (Steve J. Palmer) is een handhaver van de bende. Geboren als Marion Williamson, veranderde Bill zijn naam uit schaamte. Hij werd oneervol ontslagen uit militaire dienst in 1892 wegens poging tot moord en afwijkend gedrag, wat leidde tot een leven vol geweld en alcoholisme. Hij werd zo'n 6 jaar voor de gebeurtenissen in het spel lid van de bende, nadat hij door Dutch werd gered toen hij zich op een dieptepunt in zijn leven bevond. Bill wordt vaak gepest door de rest van de bende vanwege zijn kort lontje, maar hij is steeds loyaal aan de groep. Hij helpt de bende bij verschillende klussen en coördineert later een succesvolle bankoverval in Valentine samen met Karen Jones. Bill vergezelt verschillende hoogstaande bendeleden bij verschillende gelegenheden, waaronder een feest op het landgoed van de burgemeester, de aanval op het herenhuis van Angelo Bronte en de mislukte bankoverval in Saint Denis, waarna hij met enkele andere bendeleden schipbreuk lijdt op het eiland Guarma. Na hun terugkeer blijft Bill assisteren bij overvallen. Wanneer Arthur de confrontatie aangaat met Dutch, kiest Bill de kant van Dutch en weet hij te ontsnappen.
Twaalf jaar later, tijdens de gebeurtenissen in Red Dead Redemption in 1911, wordt Bill opgejaagd door John Marston en later door hem gedood.

### Charles Smith
Charles Smith (Noshir Dalal) is nog redelijk nieuw in de bende. Geboren uit een Afro-Amerikaanse vader en een Indiaanse moeder, worstelde Charles vaak om een thuis te vinden. Charles is een rustige en gereserveerde man die goed is in jagen en spoorzoeken. Hij sloot zich ongeveer 6 maanden voor de gebeurtenissen in het spel aan bij de bende, vooral omdat hij het eens was met hun algemene ideologieën. Charles helpt de bende bij verschillende klussen, waaronder de overval op de trein van Cornwall, de redding van Sean Macguire en de treinoverval die werd gepland door John. Hij neemt ook deel aan de mislukte bankoverval in Saint Denis en leidt later de bewakers van Pinkerton af zodat een aantal bendeleden het land kan ontvluchten. Tijdens hun afwezigheid verenigen Charles en Sadie de rest van de bende. Na hun terugkeer helpen Arthur en Charles de Indianen in hun strijd tegen het leger. Charles kiest er uiteindelijk voor om in het reservaat te blijven om de Indianen te helpen beschermen.
Acht jaar later, in 1907, neemt Charles deel aan vechttoernooien om geld te verdienen in Saint Denis. Hij verlaat de stad om John te helpen zijn ranch te bouwen en vergezelt hem en Sadie later bij het opsporen en doden van Micah. Charles woont het huwelijk van John en Abigail bij voordat hij de ranch verlaat.

### Hosea Matthews
Hosea Matthews (Curzon Dobell) is de mede-oprichter en tweede in bevel van de bende. Hosea ontmoette Dutch ongeveer 20 jaar voor de gebeurtenissen in het spel toen ze elkaar probeerden te beroven op weg naar Chicago. Ze werden al snel vrienden, pleegden samen misdaden en richtten de bende op. Toen de focus van de bende veranderde van anderen helpen naar overleven op een gewelddadige manier, begon Hosea gedesillusioneerd te raken door de bende, maar bleef een loyaal lid. Bij de start van het spel in 1899 is Hosea de oudste luitenant van Dutch, die vaak zijn afkeuring over de methodes van Dutch kenbaar maakt en er de voorkeur aan geeft om mensen vreedzaam te beroven. Hosea probeert te handelen met Catherine Braitwaite in een poging om haar te misleiden en te verraden en is later aanwezig wanneer de bende haar landhuis aanvalt om Jack te redden. Op een feestje bij de burgemeester ontdekt Hosea twee lucratieve overvallen. Eentje daarvan is de bankoverval in Saint Denis, waarvan hij Dutch weet te overtuigen om te doen. Hosea weet met succes de wetshandhaving af te leiden, maar wordt op straat vlak voor de bank gedood door agent Milton.

### Jack Marston
John "Jack" Marston Jr. (Marissa Buccianti en Ted Sutherland) is de zoon van John Marston en Abigail Roberts. Jack werd geboren in de bende, die veel moeite doet om hem te beschermen tegen het harde leven van de outlaws. Hij wil meer tijd doorbrengen met zijn vader en wil ook graag meer kinderen in het kamp. Tijdens de gebeurtenissen in het spel wordt Jack ontvoerd door de familie Braithwaite, die hem aan Angelo Bronte geeft. Bronte behandelt Jack goed en geeft hem terug aan de bende wanneer hij door hen wordt geconfronteerd.
In de jaren die volgen op het uit elkaar vallen van de bende trekken Jack en zijn familie regelmatig doorheen het land. In 1907 keren ze terug naar West Elizabeth, waar ze hun intrek nemen in Pronghorn Ranch voordat hij en zijn moeder John verlaten. Ze keren terug naar zijn vader nadat die een boerderij in Beecher's Hope heeft gekocht en een hond met de naam Rufus meebrengt. Vier jaar later, tijdens de gebeurtenissen in Red Dead Redemption in 1911, worden Abigail en Jack ontvoerd, zodat John op zoek zal gaan naar zijn vroegere kameraden. Ze worden vrijgelaten nadat John zijn taak heeft voltooid. Nadat John wordt vermoord door het Bureau of Investigation in 1911 en Abigail sterft in 1914, spoort Jack de directeur van het Bureau, Edgar Ross, op en doodt hem.

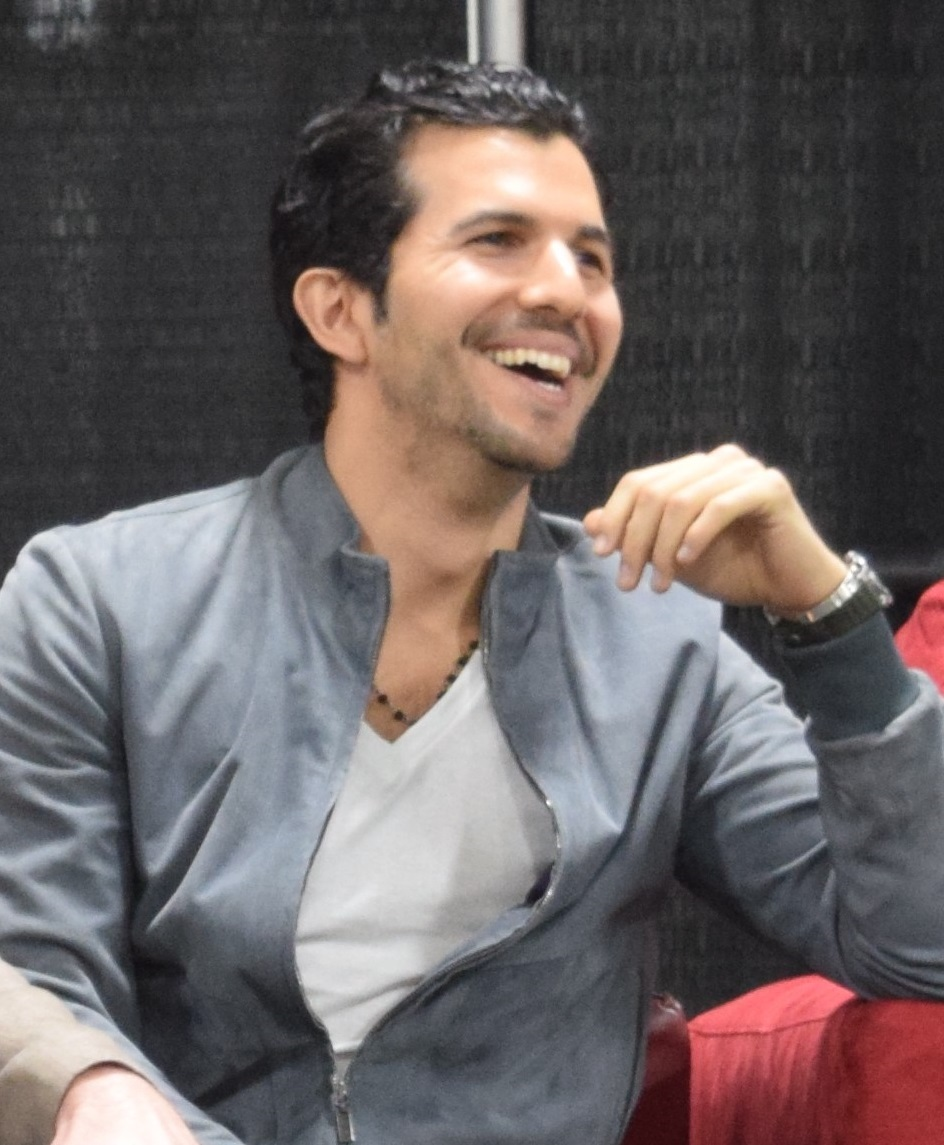
Gabriel Sloyer (Javier Escuella)

### Javier Escuella
Javier Escuella (Gabriel Sloyer) is een schutter van de bende. Javier, geboren in Nuevo Paraíso in Mexico, werd gedwongen te vluchten na het doden van een hoge legerofficier. Hij sloot zich ongeveer 4 jaar voor de gebeurtenissen in het spel aan bij de bende en ontdekte dat hij veel gelijkenissen had met de ideologieën van Dutch, waardoor hij ongelooflijk loyaal aan hem is. Tijdens de gebeurtenissen in het spel sluit Javier zich verschillende keren bij Arthur aan, zoals bij het zoeken naar de vermiste John, het beroven van de trein van Cornwall en het redden van Sean Macguire. Javier neemt ook deel aan de mislukte bankoverval in Saint Denis, waarna hij met enkele andere bendeleden schipbreuk lijdt op het eiland Guarma. Daar wordt hij in zijn been geschoten en gevangen genomen door soldaten, maar later gered door Dutch en Arthur. Na hun terugkeer blijft Javier assisteren bij overvallen. Wanneer Arthur de confrontatie aangaat met Dutch, kiest Javier de kant van Dutch en weet hij te ontsnappen.
Twaalf jaar later, tijdens de gebeurtenissen in Red Dead Redemption in 1911, wordt Javier opgejaagd door John Marston en later door hem gevangen genomen of gedood.

### Josiah Trelawny
Josiah Trelawny (Stephen Gevedon) is een oplichter en een medewerker van de bende. Flamboyant als hij is, mag Josiah de bende in- en uitstappen zoals hij wil. Hij helpt Arthur, Javier en Charles om Sean Macguire op te sporen en fungeert als afleiding voor enkele bewakers. Enige tijd later wordt hij gearresteerd voor betrokkenheid bij een illegale operatie. Terwijl hij naar de gevangenis wordt vervoerd, wordt hij bevrijdt wanneer Arthur de sheriff Leigh Gray helpt bij het vangen van enkele weggelopen vluchtelingen. Josiah orkestreert en neemt deel aan verschillende overvallen met de bende, waaronder een roofoverval samen met Arthur en een overval op een rivierboot met Arthur, Javier en Leopold Strauss. Wanneer de bende uit elkaar begint te vallen, verlaat Josiah permanent de bende met de zegen van Arthur.

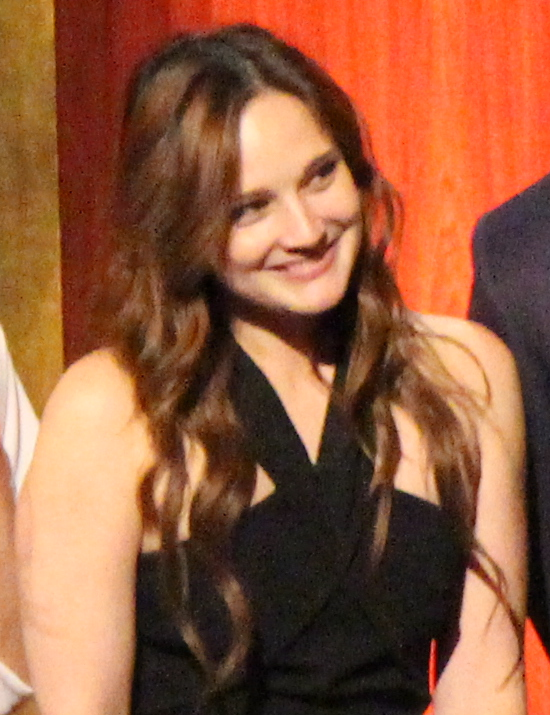
Jo Armeniox (Karen Jones)

### Karen Jones
Karen Jones (Jo Armeniox) is een dievegge en schutter van de bende. Ze is een fervent oplichtster die niet bang is om haar mening te uiten. Karen orkestreert en neemt deel aan de bankoverval in Valentine samen met Arthur, Bill en Lenny, waarbij ze zich voordoet als hoertje of eenzaam meisje. Ze heeft een korte affaire met Sean Macguire. Na diens dood verergert het alcoholisme van Karen en wordt ze meestal dronken aangetroffen in het kamp. Karen verlaat uiteindelijk de bende tijdens de ondergang, waarop haar lot onbekend blijft. Tilly vermoedt dat ze zichzelf dood heeft gedronken.

### Kieran Duffy
Kieran Duffy (Pico Alexander) is een stalknecht. Hij is oorspronkelijk een lid van de O'Driscoll-bende, tot hij gevangen genomen wordt door Arthur. Later wordt hij gedwongen door Dutch om zijn vroegere bendeleden te verraden en de locatie van hun verblijfplaats te geven. Hij wordt al snel een volwaardig lid van de Van der Linde-bende, maar verschillende leden steunen hem nooit echt volledig. Na enige tijd bij de bende van Dutch wordt Kieran gevangen genomen door de O'Driscolls en gemarteld tot ze de locatie van de bende ontdekken. Kieran wordt onthoofd en zijn ogen worden uitgestoken. Zijn lijk wordt te paard teruggestuurd naar de bende van Dutch.

### Lenny Summers
Lenny Summers (Harron Atkins) is een jonge schutter van de bende. Hij is goed opgeleid en heeft als kind goed onderwijs genoten. Op 15-jarige leeftijd werd zijn vader 's nachts gedood terwijl hij op weg was naar huis. Uit wraak stal Lenny een pistool en doodde de moordenaars van zijn vader. Na 3 jaar op de vlucht te zijn geweest, trad Lenny toe tot de bende. Hij is toegewijd om hard te werken en zijn best te doen voor de bende, zoals bewezen wordt tijdens de overval op de trein van Cornwall. Hij vormt een sterke band met Arthur, vooral wanneer ze samen dronken worden in Valentine. In Rhodes spoort Lenny enkele ex-Confederaten op die bekend staan als de Lemoyne Rovers. Hij en Arthur lokken hun kamp in een hinderlaag en doden hen. Lenny neemt later deel aan de overvallen van de bank in Valentine, het trolleystation in Saint Denis en de hinderlaag op het herenhuis van Angelo Bronte. Tijdens de bankoverval in Saint Denis wordt Lenny gedood door Pinkertons terwijl hij de ontsnapping van de bende leidt.

### Leopold Strauss
Leopold Strauss (Howard Pinhasik) is de boekhouder van bende. Hij groeide armzalig op in Wenen tijdens het Oostenrijks-Hongaarse Rijk en leed sinds zijn kindertijd aan gezondheidsproblemen. Op 17-jarige leeftijd werd Strauss op een boot naar de Verenigde Staten gezet, waar hij een aantal jaren als oplichter doorbracht. Hij werd al snel lid van de bende om bescherming te genieten en is verantwoordelijk voor de geldlenende operaties van de bende. Hij is meestal emotieloos en staat bekend als onbetrouwbaar. Terwijl de bende van locatie verandert, blijft Strauss zijn leningsbedrijf runnen en draagt hij Arthur op om het geld van verschillende debiteurs te innen. Hij neemt deel aan de overval op een rivierboot met Arthur, Javier en Josiah. Arthur krijgt de taak om meer leningen te innen en besluit Strauss te verbannen uit het kamp omdat hij verschillende levens heeft verwoest met zijn bedrijfje. Hij wordt later gevangen genomen door Pinkertons en ondervraagd. Er wordt gezegd dat hij in hechtenis is gestorven zonder enige informatie over de bende te hebben onthuld.

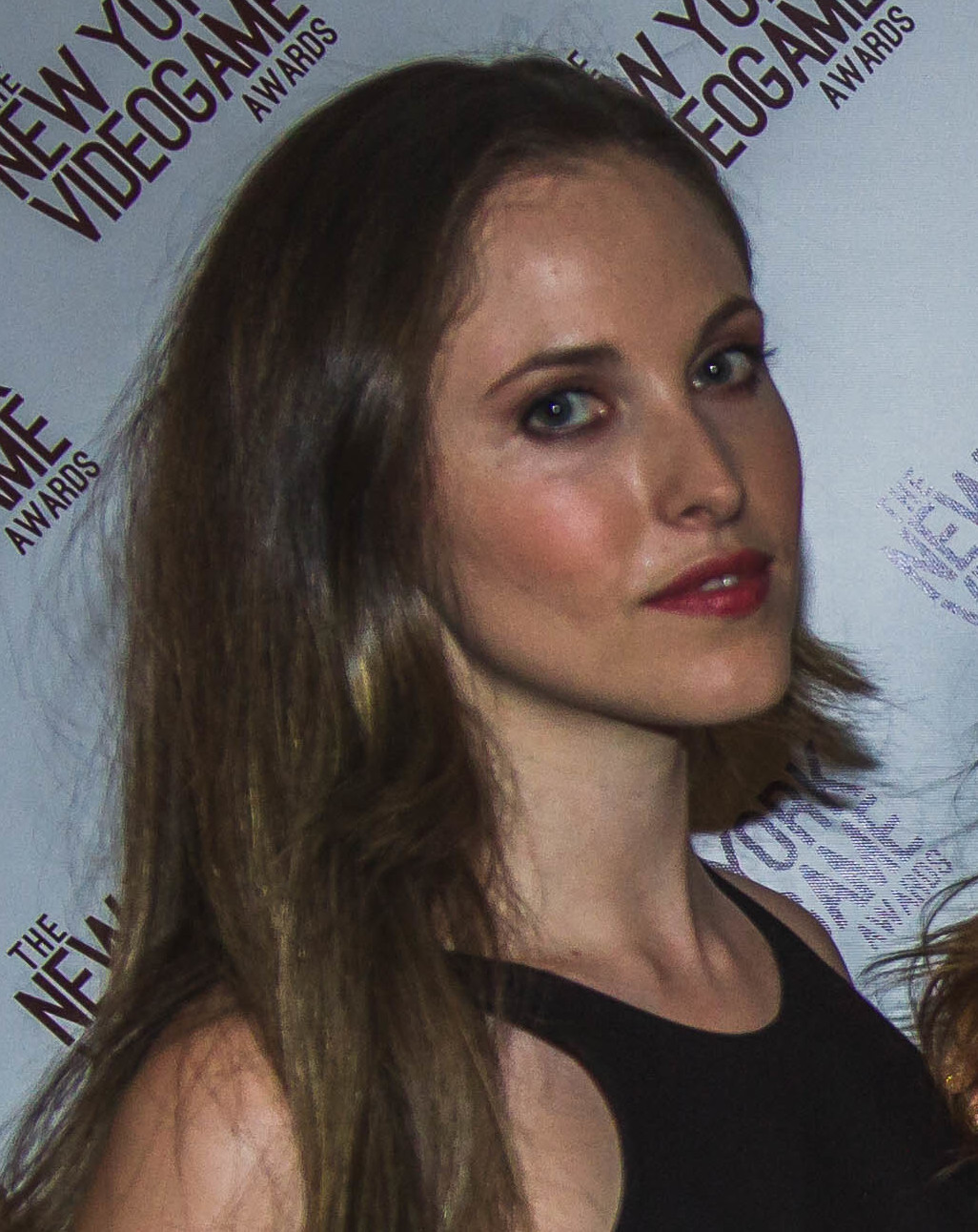
Samantha Strelitz (Mary-Beth Gaskill)

### Mary-Beth Gaskill
Mary-Beth Gaskill (Samantha Strelitz) is een jonge dievegge van de bende. Nadat haar moeder stierf aan tyfus leefde Mary-Beth op jonge leeftijd in een weeshuis, maar liep weg om voor zichzelf te zorgen. Ze werd al zeer snel bekend als zeer bekwame zakkenroller, ondanks haar goede hart en vriendelijke karakter. Ze houdt van lezen en schrijven en droomde ervan om romanschrijfster te worden toen ze jong was. Tijdens de gebeurtenissen in het spel helpt ze Arthur bij sommige gelegenheden, waaronder het vinden van informatie voor een treinoverval en het afleiden van een bestuurder tijdens een postkoetsoverval. Ze praat vaak met Arthur over zijn leven en geeft hem bemoedigende woorden wanneer hij over zijn ziekte vertelt. Wanneer de bende uit elkaar begint te vallen, vertrekt Mary-Beth uiteindelijk.
Acht jaar later, in 1907, ontmoet ze John opnieuw in Valentine. Ze vertelt hem dat ze romanschrijfster is geworden. Ze houdt nauw contact met Tilly Jackson.

### Molly O'Shea
Molly O'Shea (Penny O'Brien) is de minnares van Dutch en een lid van de bende. Ze werd geboren in een rijke familie in Dublin, Ierland, en verhuisde naar Amerika op zoek naar avontuur. Ze werd uiteindelijk lid van de bende en werd verliefd op Dutch, maar wil meer in hun relatie dan hij bereid is om te geven. Ze beschouwt zichzelf als beter dan de andere bendeleden, wat vaak leidt tot haar uitsluiting. Uiteindelijk wordt ze het beu dat Dutch haar negeert, waarop ze dronken terugkeert naar het kamp. Ze vertelt de bende dat ze de Pinkertons op de hoogte heeft gebracht van hun mislukte bankoverval. Ze wordt vermoord door Susan Grimshaw voor het niet gehoorzamen van de regels. Arthur ontdekt later dat Molly tijdens haar ondervraging geen informatie heeft onthuld aan de Pinkertons.

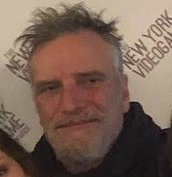
Sean Haberle (Orville Swanson)

### Orville Swanson
Dominee Orville Swanson (Sean Haberle) is een priester en lid van de bende. Swanson was ooit een geestelijke en begon een paar jaar voor de gebeurtenissen in het spel morfine te gebruiken om zijn pijn te verzachten, wat uiteindelijk tot zijn alcoholverslaving leidde. In de loop der tijd heeft hij zijn gevoel voor religie en eigenwaarde verloren. Hij redde ooit het leven van Dutch en mag zodoende lid van de bende blijven. Vroeg tijdens het spel vindt Arthur de dronken Swanson, waarbij hij hem moet redden van een gevecht en een aankomende trein. Tegen de tijd dat een deel van de bende terugkeert van Guarma, is Swanson nuchter geworden en functioneert hij beter. Wanneer de bende uit elkaar begint te vallen besluit Swanson te vertrekken.
Afhankelijk van het eergehalte van de speler kan Swanson Arthur nog een laatste keer ontmoeten, waarbij Swanson enkele wijze woorden geeft over het pad naar de verlossing. Ergens in de volgende acht jaar, tegen 1907, is Swanson verhuisd naar New York en daar priester geworden.

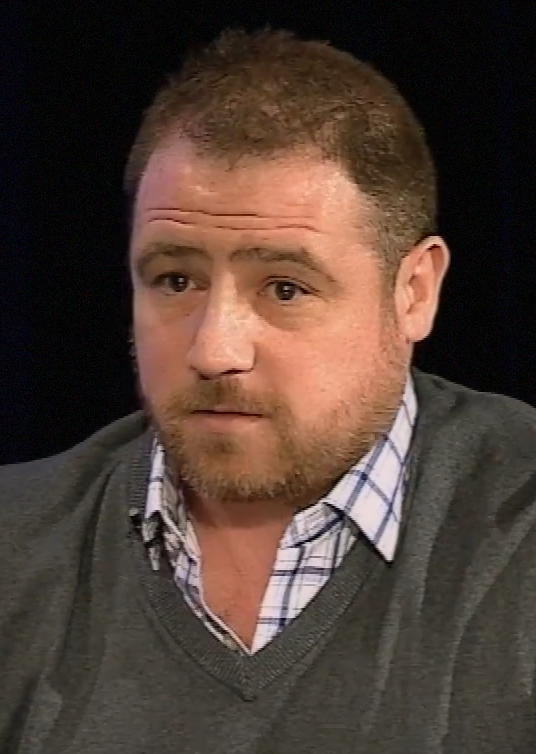
Michael Mellamphy (Sean Macguire)

### Sean Macguire
Sean Macguire (Michael Mellamphy) is een schutter van de bende. Hij is een jonge dief afkomstig uit het Ierse Donegal en afstammeling van verschillende criminelen. Zijn vader, die door de regering werd gezocht, vluchtte met Sean naar Amerika maar werd daar gepakt en gedood. Na tevergeefs geprobeerd te hebben om Dutch' zakhorloge te stelen, wat mis ging toen Sean Dutch dood probeerde te schieten (wat mislukte omdat Dutch de kogels uit z’n revolver had gehaald). Na de poging sloot Sean zich maar aan bij de bende. Na de mislukte veerbootoverval in Blackwater, geraakt Sean afgescheiden van de bende en gevangen genomen door premiejagers. Hij wordt gered door Arthur, Charles en Javier, waarop de bende een feest geeft om zijn terugkeer te vieren. Tijdens dit feest hebben Sean en Karen seks. Sean sluit zich later aan bij verschillende opdrachten, zoals een treinoverval en de aanval op het landhuis van de familie Gray. Hij vergezelt Arthur, Micah en Bill naar een potentiële opdracht in Rhodes, waar hij op straat door een sluipschutter wordt neergeschoten.

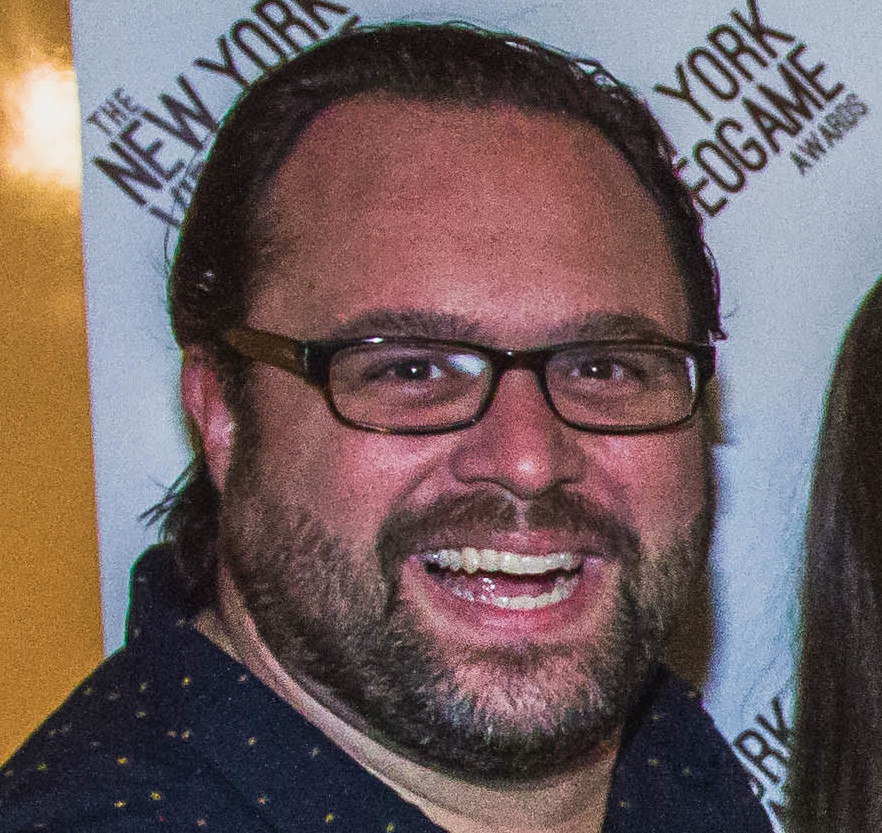
Jim Santangeli (Simon Pearson)

### Simon Pearson
Simon Pearson (Jim Santangeli) is de kok en slager van de bende. Zijn vader en grootvader waren beide potvisjagers. Pearson wilde eigenlijk in hun voetsporen treden, maar dat was achterhaald tegen de tijd dat hij school afmaakte. Hij maakte korte tijd uit van de Amerikaanse marine. Toen hij naar het westen verhuisde ondervond hij financiële problemen. Dutch vond hem en nam hem op in de bende. Hij stuurt Arthur verschillende keren om voedsel en benodigdheden op te halen en is samen met Susan Grimshaw verantwoordelijk voor het opzetten van het kamp na elke verplaatsing. Wanneer de bende uit elkaar begint te vallen besluit Pearson te vertrekken.
Acht jaar later, in 1907, bezit en baat hij de winkel in Rhodes uit en is hij getrouwd.

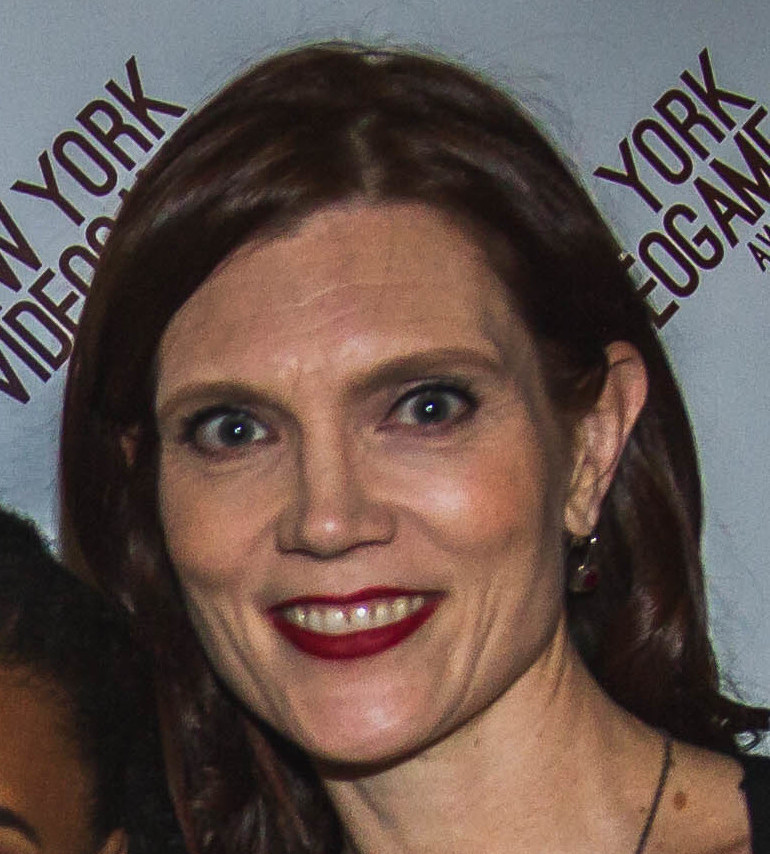
Kaili Vernoff (Susan Grimshaw)

### Susan Grimshaw
Susan Grimshaw (Kaili Vernoff) kan beschouwd worden als de scheidsrechter van de bende. Ze heeft een relatie gehad met Dutch en is al even lang lid van de bende als Arthur. Nadat haar relatie met Dutch was beëindigd, zijn de twee loyale partners gebleven. Ze is een van de leiders van de bende en zorgt ervoor dat het werk altijd wordt voltooid. Samen met Pearson is ze verantwoordelijk voor het opzetten van het kamp na elke verplaatsing. Wanneer Tilly in Shady Belle uit het kamp verdwijnt, vraagt Susan aan Arthur om te helpen zoeken. Ze vinden haar in de schuilplaats van de broers Foreman, bestormen het huis, doden een aantal bendeleden en bevrijden Tilly. Na Anthony Foreman gevangen te hebben genomen, moedigt Susan Arthur aan om hem te doden. Later, wanneer Molly beweert om de Pinkertons te hebben geïnformeerd over de mislukte bankoverval, schiet Susan haar dood voor het overtreden van de regels. Nadat de bende uit elkaar valt en Arthur onthult dat Micah de verrader is, kiest Susan partij voor Arthur. Wanneer ze is afgeleid wordt ze neergeschoten door Micah. Haar lichaam wordt later begraven door Charles.

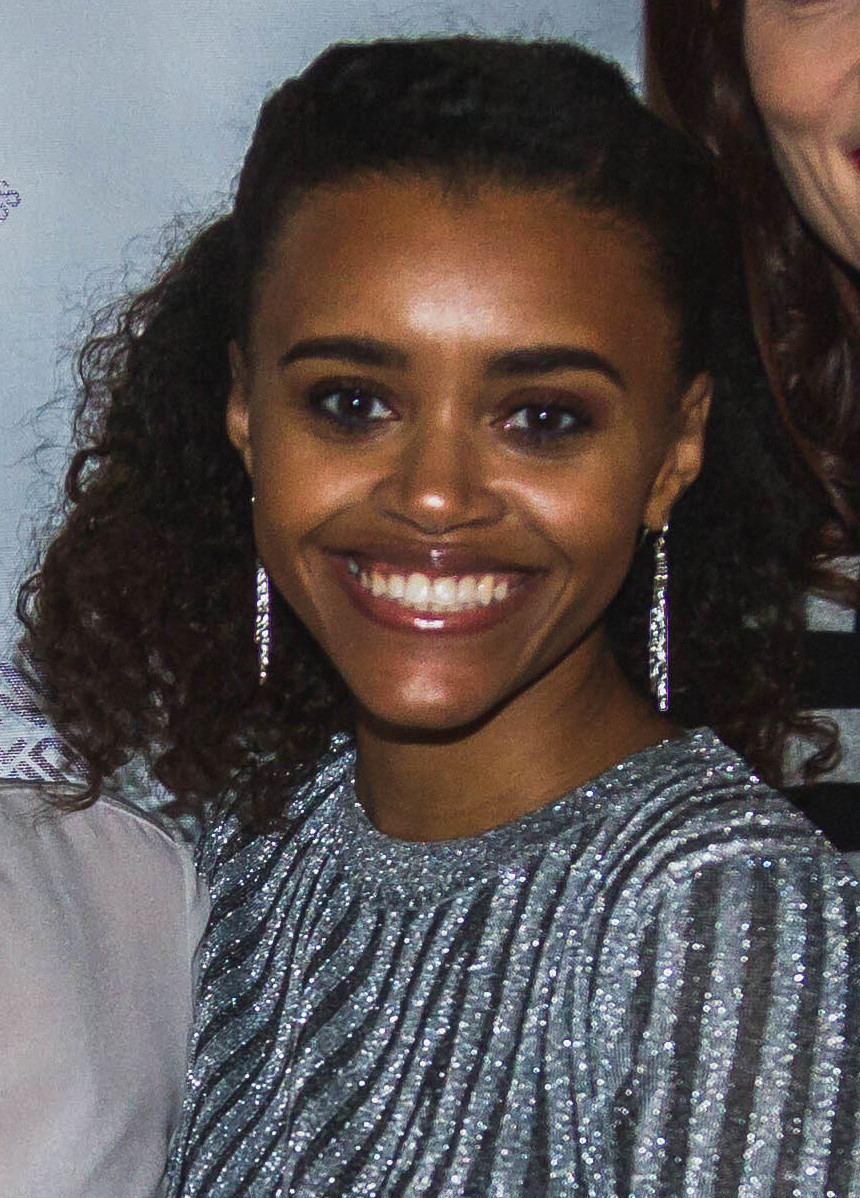
Meeya Davis (Tilly Jackson)

### Tilly Jackson
Tilly Jackson (Meeya Davis) is een dienstmeid van de bende. Op 12-jarige leeftijd werd ze gekidnapt door haar moeder door de bende van de broers Foreman, waar ze jarenlang misbruikt werd. Nadat ze een van de bendeleden had vermoord, vluchtte ze en raakte ze in de problemen totdat ze door Dutch gevonden werd, die haar opnam in de bende en haar leerde lezen. Ze is veerkrachtig en capabel, en niet bang om haar mening te uiten. Ze gaat samen met Arthur, Uncle, Karen en Mary-Beth naar Valentine op verkenning, waar ze wordt lastiggevallen door een lid van de Foreman-bende totdat Arthur tussenbeide komt. Later wordt ze ontvoerd door de Foreman-bende en naar hun schuilplaats gebracht, waar ze wordt gered door Arthur en Susan. Nadat de bende uit elkaar valt en de Pinkertons hun kamp overvallen, vlucht ze samen met Jack en verstopt ze zich. Later worden ze herenigd met Abigail en Sadie.
Acht jaar later, in 1907, is Tilly getrouwd met een advocaat uit Haïti, met wie ze een dochter heeft. Ze houdt nauw contact met Mary-Beth.

### Uncle
Uncle (James Anthony McBride en John O'Creagh) is een van de oudste leden van de bende. Hij is een dronkaard die beweert meerdere vrouwen te hebben gehad en veel heeft gereisd. Hij beweert ook een getalenteerde revolverheld te zijn geweest in zijn jonge jaren, en dat hij lijdt aan een "terminale lumbago". Hij gaat samen met Arthur, Karen, Mary-Beth en Tilly naar Valentine op verkenning, waar hij Arthur de plaatselijke winkel laat zien en een fles whisky met hem deelt. Uncle hoort later over een zogenaamd onbewaakte postkoets van Cornwall, die hij berooft samen met Arthur, Charles en Bill. De mannen van Cornwall vechten echter stevig terug, waardoor het viertal zich moet verschuilen in een schuur en zich een weg naar buiten moeten vechten. Hij vertelt Arthur later over de mogelijkheid om vee te stelen en ontdekt Molly in een bar in Saint Denis. Wanneer de bende uit elkaar begint te vallen besluit Uncle te vertrekken.
Acht jaar later, in 1907, herenigt Uncle zich met John in Blackwater waar John onroerend goed aan het kopen is. Uncle spoort Charles op en het duo helpt John met het bouwen van zijn ranch. Als de bouw is voltooid, wordt Uncle ontvoerd en gemarteld door de bende van de broers Skinner, maar wordt al snel gered door John en Charles. Hij herstelt en blijft op de ranch werken.
Vier jaar later, tijdens de gebeurtenissen in Red Dead Redemption in 1911, zorgt Uncle slecht voor de ranch van John tijdens diens afwezigheid. Wanneer soldaten en agenten de ranch aanvallen helpt Uncle John mee verdedigen, maar wordt neergeschoten en gedood.

## Ondersteunende personages

### Beau Gray
Beau Gray (Bjorn Thorstad) is de zoon van Tavish Gray, de patriarch van de Gray-familie. Desondanks is Beau verliefd op Penelope Braithwaite van de rivaliserende Braithwaite-familie. Arthur bezorgt brieven van het koppel aan elkaar. Beau spreekt zijn bezorgdheid uit over de veiligheid van Penelope bij de vrouwenbeweging. Arthur vergezelt haar naar de stad ter bescherming. In de stad wordt Beau geconfronteerd met zijn neven maar Arthur begeleidt hem weg. Later brengt Arthur Penelope naar Beau in het treinstation. Nadat Arthur het koppel heeft verdedigd tegen hun families, vertrekken Beau en Penelope met een postkoets naar Boston.

### Eagle Flies
Eagle Flies (Jeremiah Bitsui) is de zoon van Rains Fall, het stamhoofd van de Wapiti-indianen. Hij ontmoet Arthur voor het eerst in Saint Denis, wanneer zijn vader hem in dienst neemt om belastende documenten te stelen van het bedrijf van Leviticus Cornwall, dat de Indianen probeert te verdrijven uit hun reservaat. Eagle Flies ontmoet Arthur in de buurt van de raffinaderij en helpt hem de documenten te stelen en te ontsnappen. Hij reist later naar het kamp van de Van der Linde-bende en vraagt Arthur en Charles om hem te helpen de gestolen paarden van de stam terug te halen uit het leger. Dutch stemt er ook mee in hem te helpen, in de hoop dat het het leger zal afleiden van de activiteiten van de bende. Dutch werkt later samen met Eagle Flies om soldaten te vangen in een vallei, om zo een boodschap te kunnen uitsturen. Wanneer versterkingen de Indianen aanvallen, worden ze gedwongen om terug te vechten. Terwijl hij zijn vriend Paytah probeert te redden, wordt Eagle Flies gevangen genomen en overgebracht naar Fort Wallace. Arthur en Charles weten hem te bevrijden uit het fort. Eagle Flies rijdt later het kamp van de bende in met enkele jonge stamleden en vraagt de bende om hen te helpen het leger aan te vallen. Rains Fall smeekt hen om niet te vechten, maar hij wordt genegeerd. Tijdens de aanval raakt Eagle Flies dodelijk gewond terwijl hij Arthur redt van kolonel Favours. Arthur en Charles brengen hem naar Rains Fall in het reservaat, waar hij sterft.

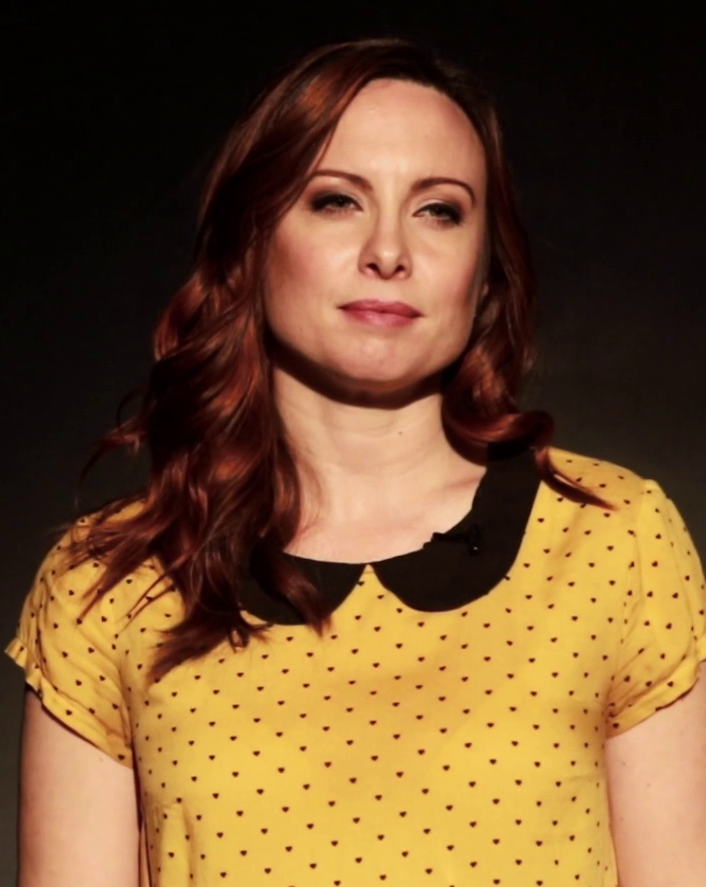
Jayme Lake (Edith Downes)

### Edith Downes
Edith Downes (Jayme Lake) is de vrouw van Thomas Downes en de moeder van Archie. Thomas kreeg een lening van Leopold Strauss vanwege zijn financiële problemen. Arthur wordt gestuurd om de lening te innen en slaat Thomas totdat Edith tussenbeide komt. Nadat Thomas sterft aan tuberculose, keert Arthur terug en haalt de rest van de lening op bij Edith. Samen met haar zoon Archie verlaat ze hun huis en wordt ze financieel onstabiel. Arthur ontmoet haar in Saint Denis en Annesburg, waar ze zichzelf prostitueert. Hij verontschuldigt zich bij haar voor zijn acties. Edith wijst hem af en zegt hem te vertrekken. Nadat Arthur Archie redt van enkele pestkoppen, gaat hij naar Edith en overtuigt hij haar om terug te keren naar huis. Hij biedt haar en Archie geld aan en zegt hen een nieuw leven te beginnen. Uiteindelijk accepteert Edith het geld en vergeeft ze Arthur voordat ze vertrekken.
Acht jaar later, in 1907, worden Edith en Archie gezien aan boord van een boot en lijken ze rijker dan voordien.

### Hercule Fontaine
Hercule Fontaine (Guyviaud Joseph) is een revolutieleider op het eiland Guarma. Voor de gebeurtenissen in het spel werd hij verbannen uit Cuba en vluchtte hij naar Guarma, waar hij een opstand begon tegen kolonel Fussar. Hij ontmoet de Van der Linde-bendeleden voor het eerst wanneer hij hen redt van de troepen die hen gevangen houden. Enige tijd later helpt de bende hem te vechten tegen het Cubaanse leger en doden ze Fussar. Hij viert de overwinning en neemt afscheid van de bende, waarbij hij vertelt dat hij en de resterende rebellen binnenkort ook Guarma zullen verlaten.

### Lyndon Monroe
Kapitein Lyndon Monroe (Jake Silbermann) is een loyale militaire officier die werd gestuurd om vrede te sluiten tussen het Amerikaanse leger en de Wapiti-indianen. Hij ontmoet Arthur voor het eerst in het reservaat, waar hij hem vertelt dat het leger opzettelijk de door de Indianen benodigde vaccins laat omleiden. Hij vraagt Arthur om de vaccins terug te halen, wat die accepteert. Monroe is later aanwezig tijdens de wapenstilstand tussen kolonel Favours en Rains Fall, waar hij wordt gearresteerd en beschuldigd van verraad. Arthur en Charles ontsnappen met Monroe naar een treinstation en sturen hem weg met wat geld.

### Mary Linton
Mary Linton (Julie Jesneck) is Arthur's voormalige geliefde. Ze gingen uit elkaar vanwege zijn levensstijl en verwantschap met de Van der Linde-bende. Ze trouwde met een man genaamd Barry Linton, die enige tijd later stierf aan een longontsteking. Tijdens de gebeurtenissen in het spel neemt Mary contact op met Arthur en smeekt hem om haar broer, Jamie Gillis, een fanatieke sekte genaamd de Chelonians te doen verlaten. Als de speler dit accepteert, achtervolgt Arthur Jamie en overtuigt hem om de sekte te verlaten voordat hij terugkeert naar Mary, die hem bedankt. Een tijd later vraagt Mary Arthur om hulp voor haar vader, tot weerzin van Arthur, doordat haar vader Arthur altijd slecht behandelde. Als de speler dit accepteert, ontdekken Arthur en Mary dat haar vader haar door haar moeder geschonken broche wil verpanden. Arthur haalt de broche terug en Mary confronteert haar vader. Ze nodigt Arthur uit om als vrienden samen naar het theater te gaan. Na de voorstelling overweegt Mary om opnieuw een relatie aan te gaan met Arthur, en hij belooft haar dat ze samen een nieuw leven kunnen beginnen nadat hij de bende heeft gered. Na enige tijd stuurt Mary Arthur een brief waarin ze zegt dat ze elkaar moeten laten gaan. De verlovingsring die bij in de brief zat wordt door Arthur cadeau gedaan aan John, die deze gebruikt om Abigail ten huwelijk te vragen.

### Penelope Braithwaite
Penelope Braithwaite (Alison Barton) is een lid van de Braithwaite-familie. Desondanks is ze verliefd op Beau Gray van de rivaliserende Gray-familie. Arthur bezorgt brieven van het koppel aan elkaar en begeleidt Penelope later tijdens een vrouwenbeweging door hun wagen naar de stad te rijden. Vanwege haar betrokkenheid bij de beweging wordt Penelope in een hut achter het landhuis van de Braithwaites opgesloten. Arthur begeleidt haar naar het treinstation, waar ze Beau ontmoet. Nadat Arthur het koppel heeft verdedigd tegen hun families, vertrekken Beau en Penelope met een postkoets naar Boston.

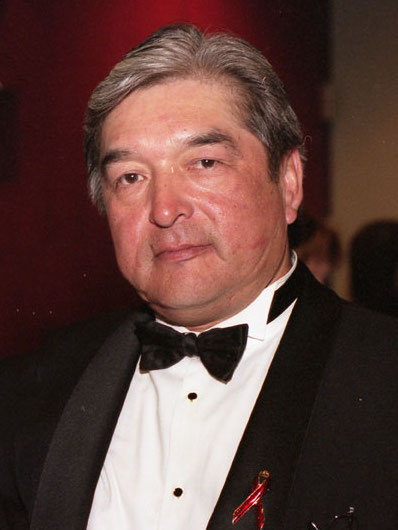
Graham Greene (Rains Fall)

### Rains Fall
Rains Fall (Graham Greene) is het stamhoofd van de Wapiti-indianen en de vader van Eagle Flies. Hij ontmoet Arthur voor het eerst in Saint Denis, waar hij hem in dienst neemt om belastende documenten te stelen van het bedrijf van Cornwall, dat de Indianen probeert te verdrijven uit hun reservaat. Als de speler ervoor kiest om Rains Fall te blijven helpen, bezoekt Arthur hem in het reservaat en rijdt hij met hem mee om te ontdekken dat het leger een oude spirituele plek heeft verwoest. Arthur helpt hem om de gestolen artefacten terug te vinden. Enige tijd later wonen Arthur en Charles een wapenstilstand bij tussen het leger en de Indianen. Wanneer de ontmoeting slecht verloopt, ontsnappen Arthur en Charles met kapitein Monroe en Rains Fall vertrekt stilletjes. Arthur en Charles redden Eagle Flies uit Fort Wallace, tot afkeuring van Rains Fall. Hij rijdt later naar het kamp van de bende en smeekt zijn zoon en de bendeleden om niet te vechten tegen het leger, wat in dovemans oren valt. Eagle Flies raakt dodelijk gewond, waarop Arthur en Charles zijn lichaam terugbrengen naar het reservaat, tot groot verdriet van Rains Fall.
Acht jaar later, in 1907, vertelt Rains Fall aan John dat zijn stam gedwongen werd om naar Canada te vluchten.

### Zuster Calderón
Zuster Calderón (Irene DeBari) is een non uit de stad Saint Denis. Ze ontmoet Arthur voor het eerst wanneer hij broeder Dorkins ontmoet, en Arthur helpt haar om haar kruisbeeld terug te halen bij een jonge dief. Arthur ontmoet zuster Calderón opnieuw wanneer ze hem vraagt om geld en voedsel te doneren. Afhankelijk van de eer en vooruitgang van de speler, kan Arthur zuster Calderón nog een laatste keer tegenkomen op het treinstation, waar ze hem wijze woorden en zijn weg naar verlossing schenkt voordat ze in de trein naar Mexico stapt.
Twaalf jaar later, tijdens de gebeurtenissen in Red Dead Redemption in 1911, is zuster Calderón moeder-overste geworden in Las Hermanas, waar ze John kan tegenkomen.

## Vijandige personages

### Alberto Fussar
Alberto Fussar (Alfredo Narciso) is de controversiële leider van het eiland Guarma. Hij is een nauwe bondgenoot van Leviticus Cornwall vanwege hun zakelijke samenwerking. Wanneer een deel van de bendeleden schipbreuk heeft geleden op Guarma, ontdekt Fussar hen en probeert hij hen te verhinderen te vertrekken. De bende slaagt erin om terug te vechten tegen de Cubaanse marine. Wanneer ze de kapitein van hun schip willen redden, worden Arthur en Dutch vastgehouden door Fussar en diens rechterhand Levi Simon. De kapitein schiet Simon neer, terwijl Fussar weet te ontsnappen. Fussar valt de bende al snel opnieuw aan met een Gatling gun, maar wordt gedood wanneer Arthur de controle krijgt over een nabijgelegen kanon.

### Andrew Milton
Andrew Milton (John Hickok) is een agent van het Pinkerton National Detective Agency. Samen met zijn ondergeschikte Edgar Ross wordt Milton ingehuurd door Leviticus Cornwall om de Van der Linde-bende op te sporen nadat ze zijn trein hebben beroofd. Hij ontmoet Arthur voor het eerst wanneer deze aan het vissen is en biedt hem de kans om zich over te geven, wat Arthur weigert. Milton en Ross benaderen later Dutch en de bende in hun kamp in Clemens Point en bieden Dutch de kans om zich over te geven in ruil voor de vrijheid van de andere bendeleden, maar de bende dreigt om het gebied te verlaten. Tijdens de bankoverval in Saint Denis neemt Milton Hosea gevangen en doodt hem wanneer Dutch weigert om zich over te geven. Later, wanneer de bende een trein berooft, ontvoert Milton Abigail. Arthur en Sadie proberen haar te redden, maar Sadie wordt gevangen genomen en Arthur wordt onder schot gehouden. Wanneer Arthur er niet in slaagt om Milton te overmeesteren, schiet Abigail hem in het hoofd en doodt hem.

### Angelo Bronte
Angelo Bronte (Jim Pirri) is een rijke Italiaanse zakenman en crimineel uit Saint Denis. Bronte kocht Jack Marston van de familie Braithwaite nadat deze hem had ontvoerd. Arthur, Dutch en John ontmoeten Bronte en eisen dat hij hen Jack teruggeeft. Nadat Arthur en John een klus voor hem hebben opgeknapt, geeft Bronte Jack aan hen terug. Hij nodigt Dutch en een deel van de bende uit op een feest in het huis van de burgemeester en vertelt Dutch over geld dat in het trolleystation ligt, en geeft hem zijn zegen om dit geld te stelen. De overval is echter een valstrik, er ligt maar een kleine som geld en de politie wacht de bende op. Nadat ze weten te ontsnappen, zweert Dutch wraak te nemen op Bronte. Met enkele andere bendeleden valt hij het huis van Bronte aan, ontvoert en verdrinkt hem alvorens hem te voeren aan een alligator.

### Catherine Braithwaite
Catherine Braithwaite (Ellen Harvey) is de matriarch van de gelijknamige Braithwaite-familie, de rivalen van de familie Gray. Catherine ontmoet Arthur en Hosea voor het eerst wanneer ze proberen om haar de drank terug te verkopen die ze eerder hadden gestolen. Ze huurt hen in om de drank gratis te verspreiden en zet hen later in om de tabaksvelden van de familie Gray plat te branden. Ze verraadt de Van der Linde-bende door Jack Marston te ontvoeren. De bende valt haar landhuis aan, doodt haar zonen en brandt het landgoed af. Wanneer ze de locatie van Jack onthult vertrekt de bende, waarop Catherine terugkeert naar het brandende landhuis waar ze sterft.

### Colm O'Driscoll
Colm O'Driscoll (Andrew Berg) is de aartsvijand van Dutch. Vroeger hadden beiden een losse samenwerking, maar vormden uiteindelijk twee rivaliserende bendes. Nadat Dutch de broer van Colm vermoordde, nam Colm wraak door Annabelle, de minnares van Dutch, te vermoorden wat resulteerde in een bloedvete tussen de twee bendes. Vroeg tijdens de gebeurtenissen van het spel, is Colm van plan om de trein van Cornwall te beroven totdat de bende van Dutch hun kamp aanvalt en de plannen steelt. Enige tijd later organiseert Colm een bijeenkomst met Dutch om een overeenkomst te vormen, maar dit is een list om Arthur gevangen te kunnen nemen. Colm onthult dat hij een deal heeft gesloten met de Pinkertons, die van plan zijn de rest van de Van der Linde-bende te arresteren wanneer ze Arthur komen bevrijden, maar die weet te ontsnappen. Colm wordt later gearresteerd en veroordeeld tot ophanging. Sommige van zijn mannen proberen hem te redden, maar worden tegengehouden door Dutch, Arthur en Sadie, waarna Colm wordt opgehangen.

### Edgar Ross
Edgar Ross (Jim Bentley) is een lid van het Pinkerton National Detective Agency. Ross werkt verschillende keren samen met zijn superieur Andrew Milton om de Van der Linde-bende op te sporen. Na de dood van Milton leidt Ross een groep Pinkertons naar het kamp van de bende, waardoor de resterende bendeleden gedwongen worden om te vluchten.
Acht jaar later, in 1907, wordt Ross benoemd tot directeur van het Bureau of Investigation. Samen met zijn partner Archer Fordham ontdekt hij het lijk van Micah Bell en gaat hij op zoek naar de overgebleven bendeleden, waarbij hij verschillende personen ondervraagt voordat hij uiteindelijk John Marston opspoort op zijn ranch in Beecher's Hope.
Vier jaar later, tijdens de gebeurtenissen in Red Dead Redemption in 1911, ontvoert Ross het gezin van John en dwingt hem om de voormalige bendeleden op te sporen voordat hij John uiteindelijk vermoordt op zijn ranch. Nog eens drie jaar later wordt Ross vermoord door Jack, de zoon van John.

### Henry Favours
Kolonel Henry Favours (Malachy Cleary) is lid van het Amerikaanse leger. Gestationeerd in Fort Wallace in New Hanover om toezicht te houden op het Wapiti-indianenreservaat, wordt Favours benaderd door Leviticus Cornwall om de Indianen uit het reservaat te verdrijven, omdat het naar verluidt rijk is aan olie. Favours gaat in op het aanbod en probeert de Indianen te verdrijven door hun paarden in beslag te nemen en vaccins achter te houden. Tijdens de gebeurtenissen in het spel stemt Favours er mee in om Rains Fall te ontmoeten om vredesvoorwaarden te bespreken, maar hij is niet bereid om compromissen te sluiten. Favours arresteert kapitein Monroe en beschuldigt hem van verraad voor het helpen van de Indianen, maar Arthur en Charles weten Monroe te bevrijden en laten hem ontsnappen. Enige tijd later verdedigt Favours de raffinaderij van Cornwall in een gevecht tegen de Indianen. Hij schiet Eagle Flies neer waardoor hij hem dodelijk verwondt, waarop hij gedood wordt door Arthur.

### Leigh Gray
Leigh Gray (Tim McGeever) is de sheriff van Rhodes en een lid van de rijke Gray-familie, de rivalen van de familie Braithwaite. Hij en zijn hulpsheriff Archibald MacGregor ontmoeten Dutch, Arthur en Hosea wanneer hij enkele criminelen, waaronder Josiah Trelawny, vervoert. Wanneer sommige criminelen ontsnappen, helpt Arthur hen te vangen in ruil voor de vrijlating van Josiah. Kort daarna, in een dronken bui, stuurt Gray Dutch, Arthur en Bill wat werk. Wanneer de familie Gray ontdekt dat de Van der Linde-bende en de familie Braithwaite hen verraden, lokken ze Arthur, Bill, Sean en Micah naar Rhodes. Sean wordt gedood en Bill gevangen genomen en gegijzeld. Gray dreigt Bill neer te schieten zodat Arthur en Micah zich zouden overgeven, maar Arthur weet Gray neer te schieten en te doden.

### Leviticus Cornwall
Leviticus Cornwall (John Rue) is een rijke man die beheerder is van verschillende bedrijven. Terwijl de bende zich verschuilt in de bergen, beroven ze een trein van Cornwall. In reactie hierop financiert Cornwall de Pinkertons om de bende in te rekenen. Cornwall spoort Dutch op in Valentine, houdt John en Strauss vast als gijzelaars en eist de confrontatie met Dutch. Hij vertrekt al snel waarop Dutch en Arthur moeten vechten tegen de manschappen van Cornwall. Wanneer een deel van de bende vastzit op Guarma, ontdekken ze dat Cornwall nauwe zakelijke banden heeft met Fussar vanwege de suikerplantages op het eiland. Cornwall is ook verantwoordelijk voor het verdrijven van de Wapiti-indianen uit hun reservaat, op zoek naar aardolie. In Annesburg heeft Cornwall een korte ontmoeting met Pinkertonagenten Milton en Ross, waar hij hen berispt vanwege hun gebrek aan vooruitgang bij het vangen van de bende. Zodra de Pinkertons vertrekken, benadert Dutch Cornwall, waarbij hij geld en een veilige ontsnapping van hem eist. Cornwall weigert, waarop Dutch hem neerschiet en doodt. Zijn bedrijven blijven actief, maar uiteindelijk wordt er in het Indianenreservaat slechts een minimale hoeveelheid olie gevonden waardoor de activiteiten worden stopgezet.